# Rubus sapidus
Rubus sapidus är en rosväxtart som beskrevs av Diederich Franz Leonhard von Schlechtendal. Rubus sapidus ingår i släktet rubusar, och familjen rosväxter. Utöver nominatformen finns också underarten R. s. abnormis.